# Дипанкара

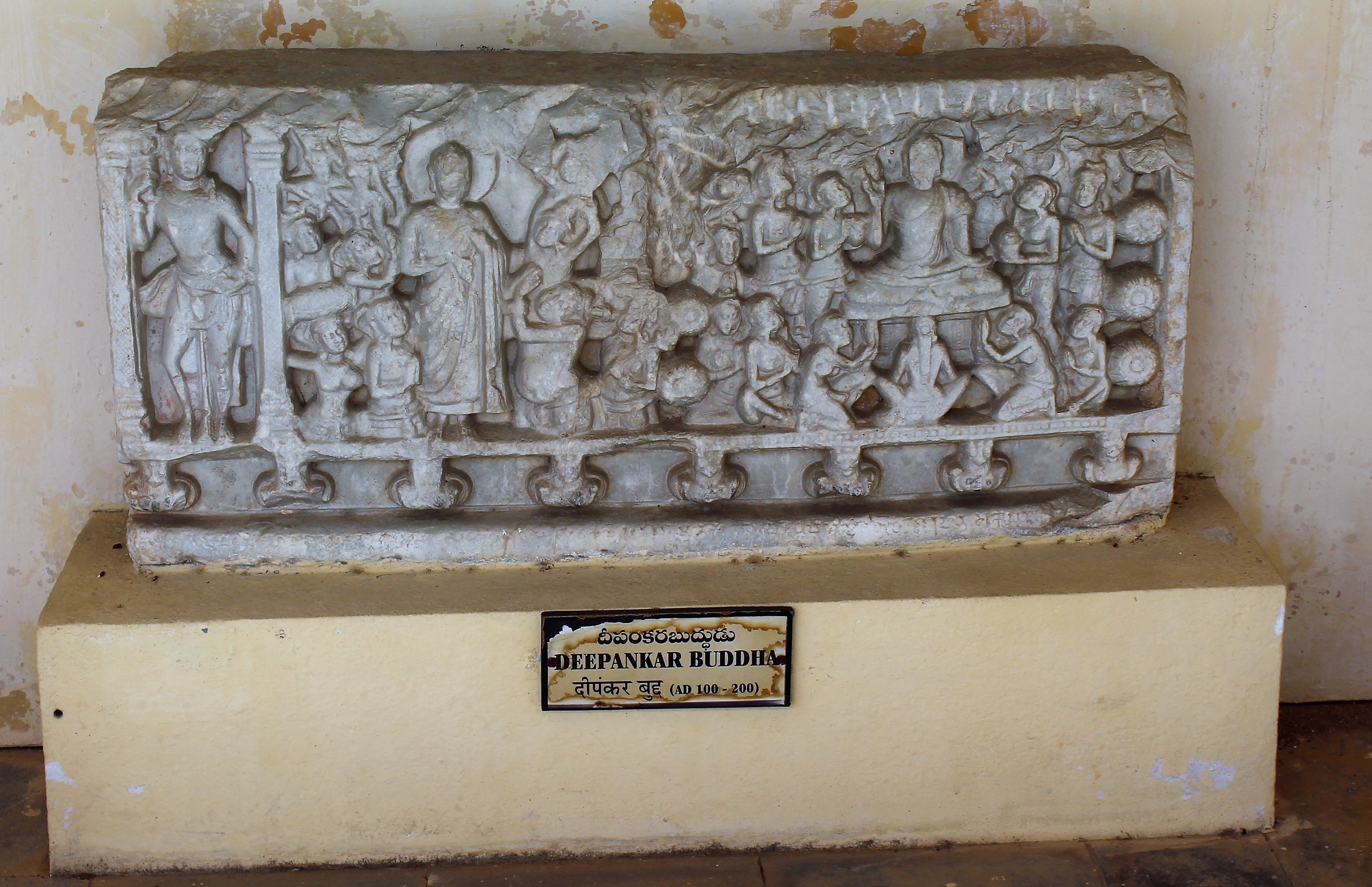
Каменная плита с изображением Будды Дипанкары, Амараватхи.

Дипанкара (пали Dīpaṃkara) — четвёртый из 28 будд прошлого. Родился в Раммавати. Его отцом был царь Судева, а матерью Сумеда. 10 000 лет он прожил в миру в трёх дворцах (пали Hamsā, Koñcā, Mayūrā). Его женой была Падума, а сыном Усабакканда (Саватакканда). Он покинул свой дом верхом на слоне и в течение 10 месяцев практиковал аскезу. Дерево Бодхи Будды Дипанкары — фикус священный (пали pipphalī). Траву для сидения ему собрал адживик Сунанда. Будда Дипанкара дал свою первую проповедь в Нандараме, там же он ушёл в паринирвану. У него было три больших собрания последователей. Его всегда сопровождали восемьдесят четыре тысячи архатов. Тело Будды Дипанкары имело восемьдесят локтей в высоту. Он достиг паринирваны в возрасте 100 000 лет, его ступа была высотой 36 йоджан. Главными учениками были Сумангала и Тисса, главными ученицами Нанда и Сунанда, а постоянным помощником Сагата. Что касается мирян, Тапассу и Бхаллика были его главными покровителями среди мужчин, а Сирима и Сона среди женщин.  
Будущий Сиддха́ттха Гота́ма, который станет Буддой Шакьямуни, во времена Будды Дипанкары был состоятельным брахманом Сумедхой, жившим в городе Амара. В поисках выхода из страданий сансары он удалился в Гималаи и поселился в уединённой лиственной хижине. Будда Дипанкара проходил мимо и предсказал брахману, что в будущем он достигнет просветления, назвав место его рождения, имена учеников и священное дерево.  
Имя «Дипанкара» в переводе с санскрита означает «Зажигающий Светильник».
Первые тексты, упоминающие его имя, датируются первыми веками н. э. Известный по махаянским текстам (Аштасахасрика, гл.19; Алмазная сутра, гл. 5)